# لويس ك. لاثام
لويس ك. لاثام (بالإنجليزية: Louis C. Latham)‏ هو محامي وسياسي أمريكي، ولد في 11 سبتمبر 1840 في بليموث في الولايات المتحدة، وتوفي في 16 أكتوبر 1895 في بالتيمور في الولايات المتحدة. حزبياً، نشط في الحزب الديمقراطي. وقد انتخب عضو مجلس ولاية كارولاينا الشمالية وانتخب عضو مجلس نواب كارولينا الشمالية وانتخب عضو مجلس النواب الأمريكي.